# Marmorbrasse
Die Marmorbrasse (Lithognathus mormyrus) ist ein Meeresfisch aus der Familie der Meerbrassen. Das Verbreitungsgebiet liegt vor allem an der Küste des Ostatlantiks und des Mittelmeeres.

## Beschreibung
Die Körperlänge dieses Fisches kann maximal 55 cm betragen, liegt jedoch für gewöhnlich bei etwa 30 cm. Der Körper ist länglich, dabei im Profil spindelförmig und am Bauch eher abgeflacht („Bodenform“). Im Querschnitt ist das Tier seitlich abgeplattet. Am Kopf, dieser im Profil länglich und nahezu gerade bis leicht konvex, trägt die Marmorbrasse das charakteristische endständige, vorstreckbare Maul, das etwas dem eines Karpfens ähnelt. Die gräulich-silbrigen Flanken zeigen 14 bis 15 typische bräunliche Querstreifen. Bezüglich der Flossen entspricht diese Art dem typischen Bild der Meerbrassen: Die erste Rückenflosse, bestehend aus elf Hartstrahlen, ist mit der zweiten (12 bis 13 Weichstrahlen) verbunden. Die Afterflosse trägt 3 Hartstrahlen, darauf folgen zehn bis elf Weichstrahlen. Die Bauchflossen sind Brustständig, die Brustflossen setzen etwas unterhalb der Körpermitte an. Die Schwanzflosse ist relativ groß und deutlich gespalten. In der Farbgebung entsprechen alle Flossen der Gesamtfärbung.

## Verbreitung, Lebensraum und Lebensweise

Marmorbrasse sucht im Sand nach Nahrung

Das Verbreitungsgebiet der Marmorbrasse erstreckt sich vom Golf von Biscaya über die gesamte östliche Atlantikküste, über das Kap der guten Hoffnung hinaus bis zum südlichen Mosambik in den Indischen Ozean hinein. Außerdem kommt die Art auch im Mittelmeer, Schwarzen- und Roten Meer sowie um die Makaronesischen Inseln (außer den Azoren) vor. Hier bewohnt sie Sand- und Weichböden sowie Seegraswiesen. Sie kommt meistens im Flachwasser bis in 80 Meter Tiefe vor, daneben auch gelegentlich im Brackwasser von Flussmündungen.
Im Sand sucht das Tier nach kleinen Wirbellosen, die ihnen als Nahrung dienen. Diese werden gelegentlich auch aus dem Boden ausgegraben. Auf dem Speiseplan von Jungfischen spielt auch Detritus eine wichtige Rolle. Meist bilden Marmorbrassen kleine Gruppen, werden aber auch in größeren Schwärmen sowie alleine angetroffen. Gelaicht wird im Frühjahr und Sommer. bei den Tieren handelt sich um proterandrische Zwitter, das heißt, sie wechseln ihr Geschlecht im Laufe ihres Lebens von männlich zu weiblich. Ihre Geschlechtsreife erreichen sie im Alter von etwa zwei Jahren bei einer Körperlänge von etwa 14 cm, bei einem Alter von etwa dreieinhalb Jahren und einer Körperlänge zwischen rund 24 und 35 cm bilden sie weibliche Geschlechtsorgane aus. Das maximale Lebensalter der Marmorbrasse beträgt 12 Jahre.

## Fischerei und Gefährdung
Obwohl die Qualität ihres Fleisches als hervorragend gilt, spielt die Marmorbrasse fischereilich nur lokal eine Rolle. Gefangen werden die Tiere unter anderem mit Netzen, Reusen und Leinen. Unter anderem auf den Kanaren wird sie gern gefischt, wo aufgrund des Tourismus in der Region der Bedarf steigt und die Bestände schrumpfen. Ein Bestandsrückgang ist außerdem aus Angola bekannt. Wie auf den Kanaren nimmt auch im Mittelmeer die Fischerei auf die Marmorbrassen zu. Trotzdem wird sie von der IUCN als „nicht gefährdet“ („least concern“) geführt, vor allem aufgrund ihres großen Verbreitungsgebietes, das teilweise auch in Meeresschutzgebieten liegt, und des vielerorts häufigen Vorkommens.